# Ressourcenkostenrechnung
Die Ressourcenkostenrechnung ist eine Methode der Kostenrechnung, bei welcher der traditionelle Betriebsabrechnungsbogen um bisher nicht erfasste Stoff- und Energieflüsse erweitert wird. Die Effizienzagentur NRW entwickelte die Ressourcenkostenrechnung als ein Instrument für Unternehmen um die interne Ressourceneffizienz zu messen.

## Zielsetzung
Viele kleine und mittelständische Unternehmen (KMU) verfügen über keine oder eine nur unzureichende Kostenrechnung. Deshalb ist die Ressourcenkostenrechnung speziell auf die Bedürfnisse dieser Unternehmen zugeschnitten und kann situativ für verschiedene Zwecke eingesetzt werden. Primär soll die Transparenz von Geschäftsprozessen erhöht und eine Harmonisierung dieser gesteigert werden. Weiterhin soll sichergestellt werden, dass neben der Prozesseffizienz und auch die Ressourcenproduktivität kontinuierlich gesteigert wird.

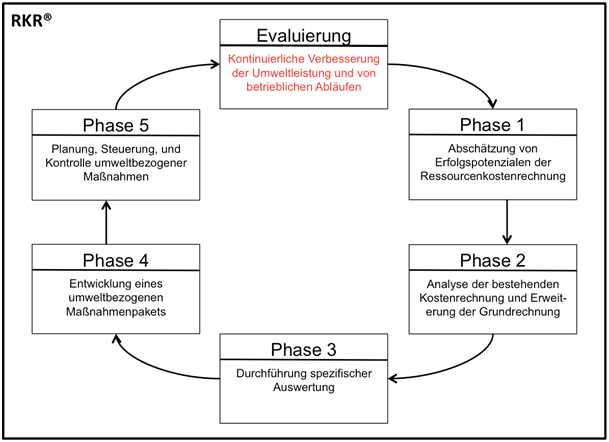
Phasenschema der Ressourcenkostenrechnung

## Abgrenzung zu anderen Umweltkostenrechnungen
Die Ressourcenkostenrechnung ist hinsichtlich einer kontinuierlichen Verbesserung der Umweltleistung und der betrieblichen Abläufe als ein stetiger Prozess zu sehen, der sich in seinen Phasen zyklisch wiederholt. Durch gezielte Maßnahmen sollen laufende, nicht wertschöpfende, Stoff- und Energieströme beeinflusst werden. Zielgrößen stellen variable Kosten dar, da gerade Stoff- und Energieströme im Produktionsprozess anfallen. Überlegungen bezüglich der Berücksichtigung von Kosten ähneln der Teilkostenrechnung, wobei auch zeitbezogene Kosten, im Gegensatz zur Flusskostenrechnung, betrachtet werden. Durch die Prozessnähe können alle anstehenden Kosten den Verursachern zugeordnet und nach den Verfahrensschritten, Maschinen- und Personaleinsatz sowie dem Einsatz von Rohstoffen usw. aufgeschlüsselt werden. Des Weiteren ergänzt es die bestehende Kostenrechnung um technische Prozessschritte auf allen Ebenen des Unternehmens.

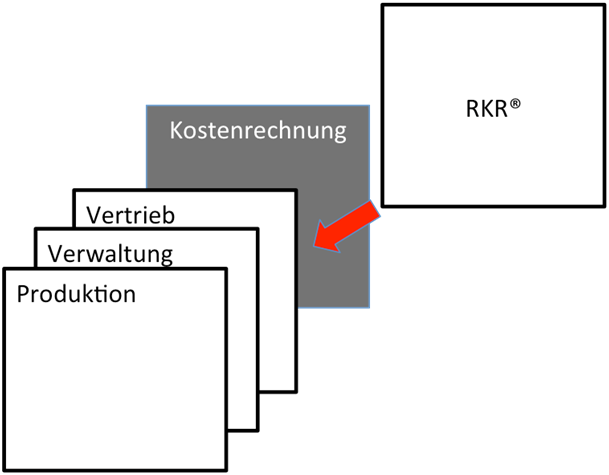
Einordnung Ressourcenkostenrechnung

Die zu prüfende Wirtschaftlichkeit lässt sich im Nachgang mittels Folgerechnungen ermitteln. Verwendung finden vor allem Investitionsrechnungen oder Methoden anderer Umweltkostenrechnungen. Der Einsatz von Kennzahlensystemen ermöglicht eine kritische Kosten-/Nutzenbewertung und gibt an, ob der vermeidbare Ressourcenaufwand den Informationsaufwand deutlich übersteigt. Die resultierende hohe Flexibilität gilt dabei als ein Kennzeichen der Ressourcenkostenrechnung und wird gern als Ansatzpunkt zur Abgrenzung zu anderen Umweltkostenrechnungssystemen verwendet.
Andere Ansätze von Umweltkostenrechnungssysteme stellt z. B.:
- der prozessorientierte Ansatz,
- die Umwelt-Budget-Rechnung,
- das umweltorientiertes Target Costing und
- die umweltorientierte Lebenszykluskostenrechnung dar.

Jedes Umweltkostenrechnungssystem bedingt dabei seinen eigenen primären Auswertungszweck. Ziel sollte dabei nicht die Festlegung auf ein System sein, sondern die sinnvolle Kombination mehrerer Umweltkostenrechnungssysteme.

## Ablauf der Ressourcenkostenrechnung

### Analyse der Ist-Situation
Im ersten Schritt wird die Ist-Situation der Kostenrechnung erfasst. Es erfolgt eine Analyse der relevanten Geschäftsprozesse entlang der Wertschöpfungskette, sowie eine Aufbereitung der Daten nach Art, Menge und Struktur. Zusätzlich wird der Detaillierungsgrad der Ressourcenkostenrechnung (siehe Stufenkonzept) ausgewählt.

### Formulierung von Potenzialen und Zielen
Es erfolgt ein Abgleich der Ist-Daten (Schritt 1) mit den Referenzdaten auf Basis der gewählten Stufe. Die fehlenden, aber notwendigen Daten und Strukturen werden bestimmt. Abschließend werden Erfolgspotentiale und Projektziele formuliert.

### Aufbau notwendiger Strukturen
In Schritt 3 werden fehlende Daten erhoben und geeignete Datenerhebungsmethoden zur Datenübergabe an die Ressourcenkostenrechnung implementiert.

### Aufbau der Ressourcenkostenrechnung
Es werden Verrechnungsstrukturen innerhalb und zwischen den Kostenstellen definiert und Stammdaten in die Ressourcenkostenrechnungssoftware übernommen. Die Daten werden für festgelegte Auswertungszwecke aufbereitet und als Input-Output-Rechnung ausgewiesen.

### Datenauswertung/Berichte
Auf Grundlage der unternehmensspezifischen Auswertungszwecke erfolgt eine Erstellung von bestimmten Auswertungsrechnungen und -berichten. Die erstellten Auswertungen und Kennzahlen werden anschließend hinsichtlich ihrer Eignung als Controllinginstrument bewertet und evtl. angepasst.

### Implementierung der Erkenntnisse in den Entscheidungsprozess
Die Kennzahlen und Auswertungsrechnungen werden in den Planungs-, Steuerungs- und Managementprozess integriert.

### Entwicklung und Controlling von Maßnahmen
Zur Prozessverbesserung werden technische und organisatorische Maßnahmen abgeleitet. Ziel ist ein kontinuierlicher Verbesserungsprozess.

## Stufenkonzept
Die Vorgehensweise einer Ressourcenkostenrechnung kann anhand des folgenden Stufenkonzeptes verdeutlicht werden. Abhängig von den vorliegenden Daten und wie detailliert die Analyse verlaufen soll, wird die Einordnung von „einfach“ (Stufe 1) bis „sehr detailliert“ (Stufe 5) vorgenommen:
1. Stufe: Erstellen eines klassischen Betriebsabrechnungsbogens
2. Stufe: Erfassung aller Materialien, die in eine Kostenstelle eingehen
3. Stufe: Zuordnung der Materialströme zu den in der Kostenstelle erstellten Produkten, Zwischenprodukten und Halbfertigerzeugnissen
4. Stufe: Prozessbasierte Erfassung der Materialströme und Energieverbrauchsmengen
5. Stufe: Prozessbasierte Erfassung der Materialströme und Energieverbrauchsmengen mit prozentualer Verrechnung der beanspruchten Fertigungsgesamtkosten
6. Stufe: Prozessbasierte Erfassung der Materialströme und Energieverbrauchsmengen mit prozessbezogener Verrechnung der beanspruchten Fertigungskosten